# 一世一元の制
一世一元の制（いっせいいちげんのせい）とは、君主（皇帝、天皇、国王）1人につき年号（元号）を一つ制定する制度である。
一代一号、一代一元とも言う。

## 中国

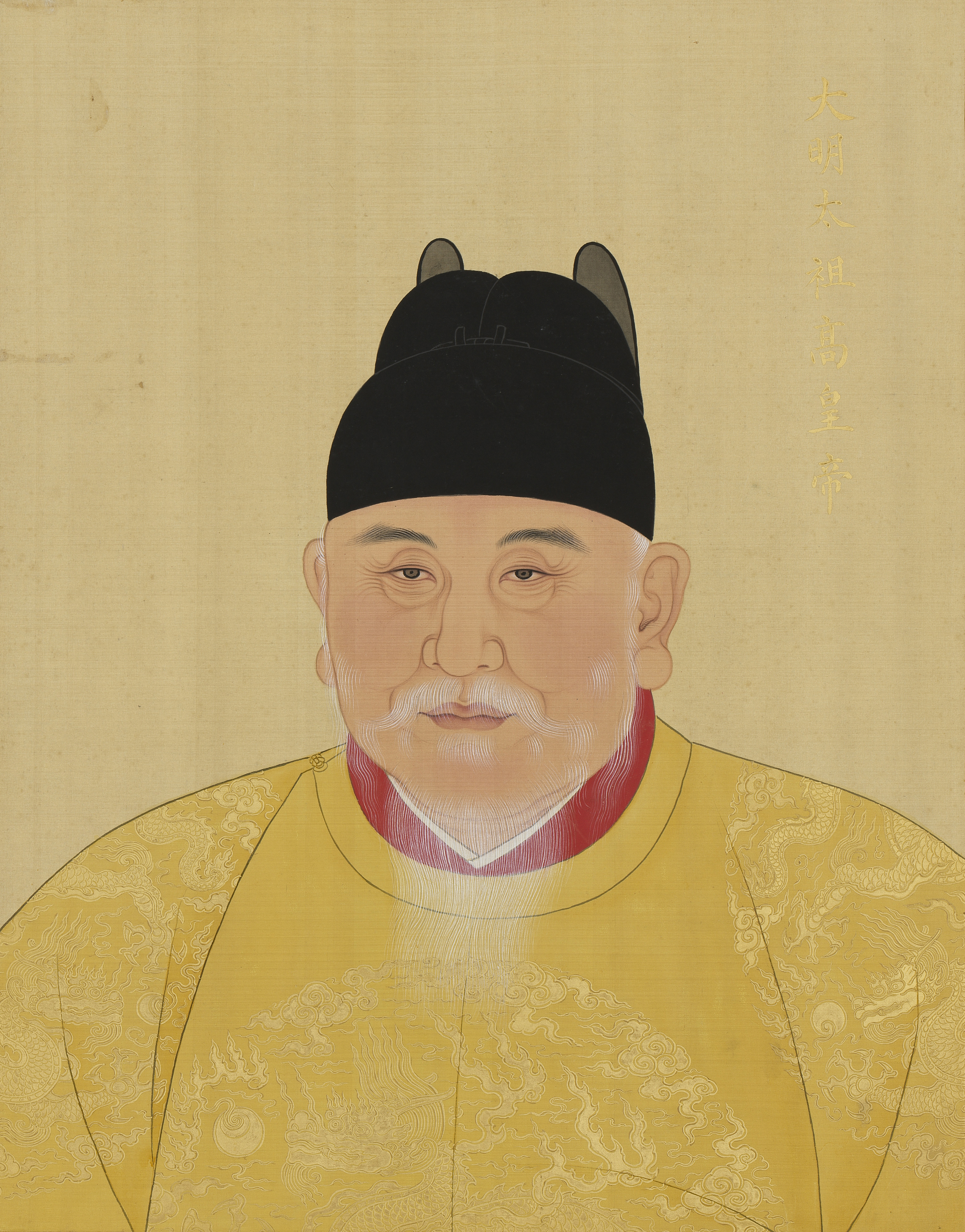
大明太祖皇帝

1368年、紅巾軍の首領・朱元璋が南京で即位して明朝を樹立し、この年を「洪武元年」とした時に一世一元の制を採用した。明朝成立前の時代は、人心の一新を目的とする改元もしばしば行われていた。明の次の王朝である清朝も、明朝の一世一元の制を継承した。ただし、明朝と清朝は、君主が交代しても直ちに改元せず、君主が交代した年の翌年元日から新元号が適用される踰年改元が普通であった。

## ベトナム

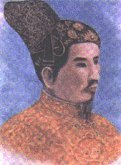
阮朝嘉隆帝

清の冊封国であったベトナムでは、1802年に阮朝が建てられるとともに一世一元の制が行なわれた。

## 日本
日本で一世一元の制が実施された時期は、明治維新の最中の1868年10月23日の慶応（江戸時代）から明治への改元からである。慶応（江戸時代）以前は天皇の在位中にも災害など様々な理由によりしばしば改元されたり、寛永や慶長のように新たな天皇が践祚しても元号が変わらない場合もあった。
明治政府は、慶応4年を改めて「明治元年」とするとともに、「一世一元の詔」で天皇一代につき一元号とする一世一元の制を定めた。日本の場合、明朝や清朝とは異なり、君主が交代した日にすぐ新元号を適用する「即日改元」が実施された。さらに、1889年（明治22年）施行の旧皇室典範や、1909年（明治42年）に公布された「登極令」（皇室令の一部）に「（天皇の）践祚後は直ちに元号を改める」と規定され、ここに元号の法的根拠が生じた。

昭和の戦後時代、「昭和」という元号はあくまで慣例として用いられていたが、昭和天皇の高齢化と1976年（昭和51年）の世論調査において80%以上の国民が元号を使用しており、「昭和天皇の崩御後も元号を続けたい」という声が高まったのを受け、1979年（昭和54年）6月6日に「元号法（昭和54年法律第43号）」が成立した。そして同法成立から10年後の1989年1月8日に昭和天皇崩御に伴う明仁の践祚を受けて、史上初めて法律に基づいて「平成」という元号が定められた。さらに、それから30年後の2019年5月1日には天皇の退位等に関する皇室典範特例法に基づく明仁から今上天皇への譲位を受けて「令和」の元号が定められ、一世一元が継続されている。
| 元号名（読み） | 初日年月日               | 現年数 | 現在位年月日数  | 天皇名           |
| --- | ------------------------ | ------ | --------------- | ---------------- |
| 令和（れいわ） | 令和元年（2019年）5月1日 | 7年    | 5年10か月と10日 | 徳仁（今上天皇） |
| 皇室典範特例法および元号法に基づく、明仁（上皇）の退位および徳仁（今上天皇）の即位（譲位による皇位継承）による改元。（） |                          |        |                 |                  |

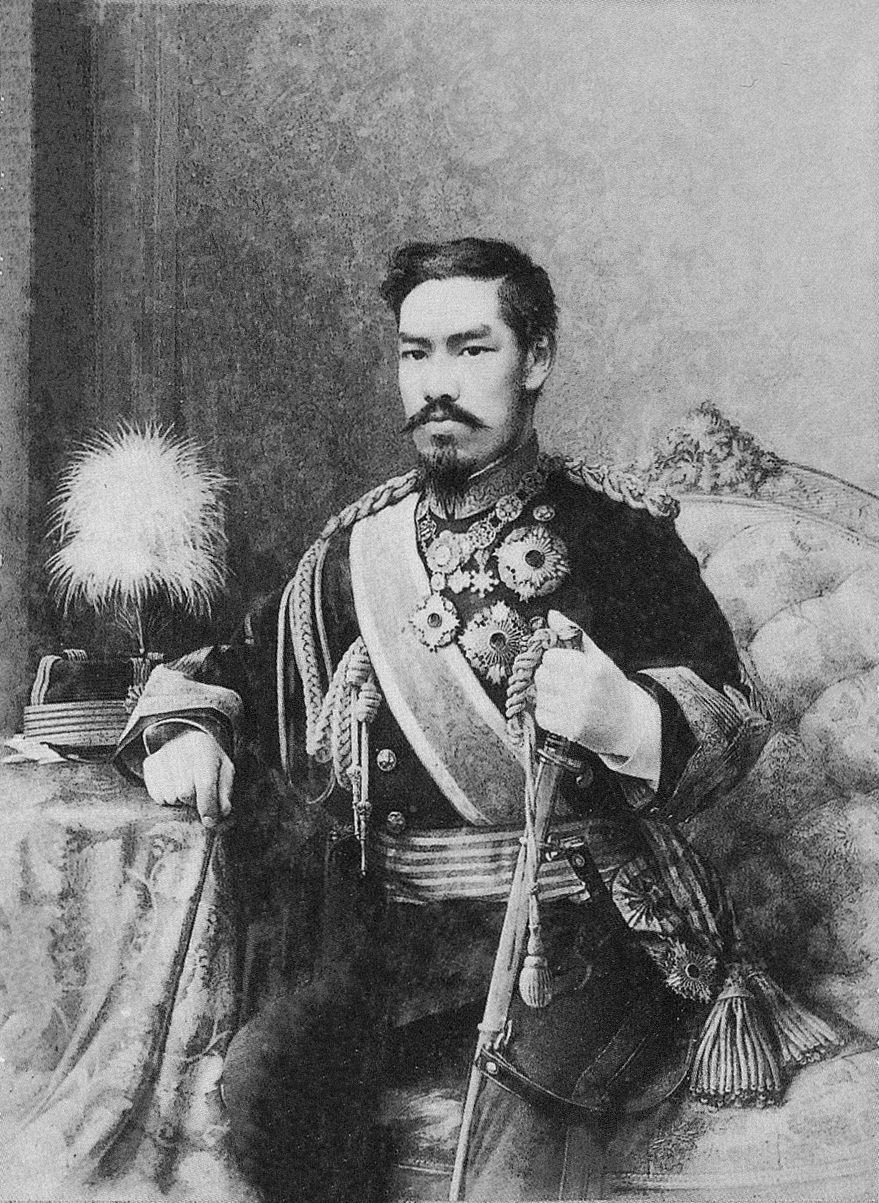
明治天皇〈明治〉
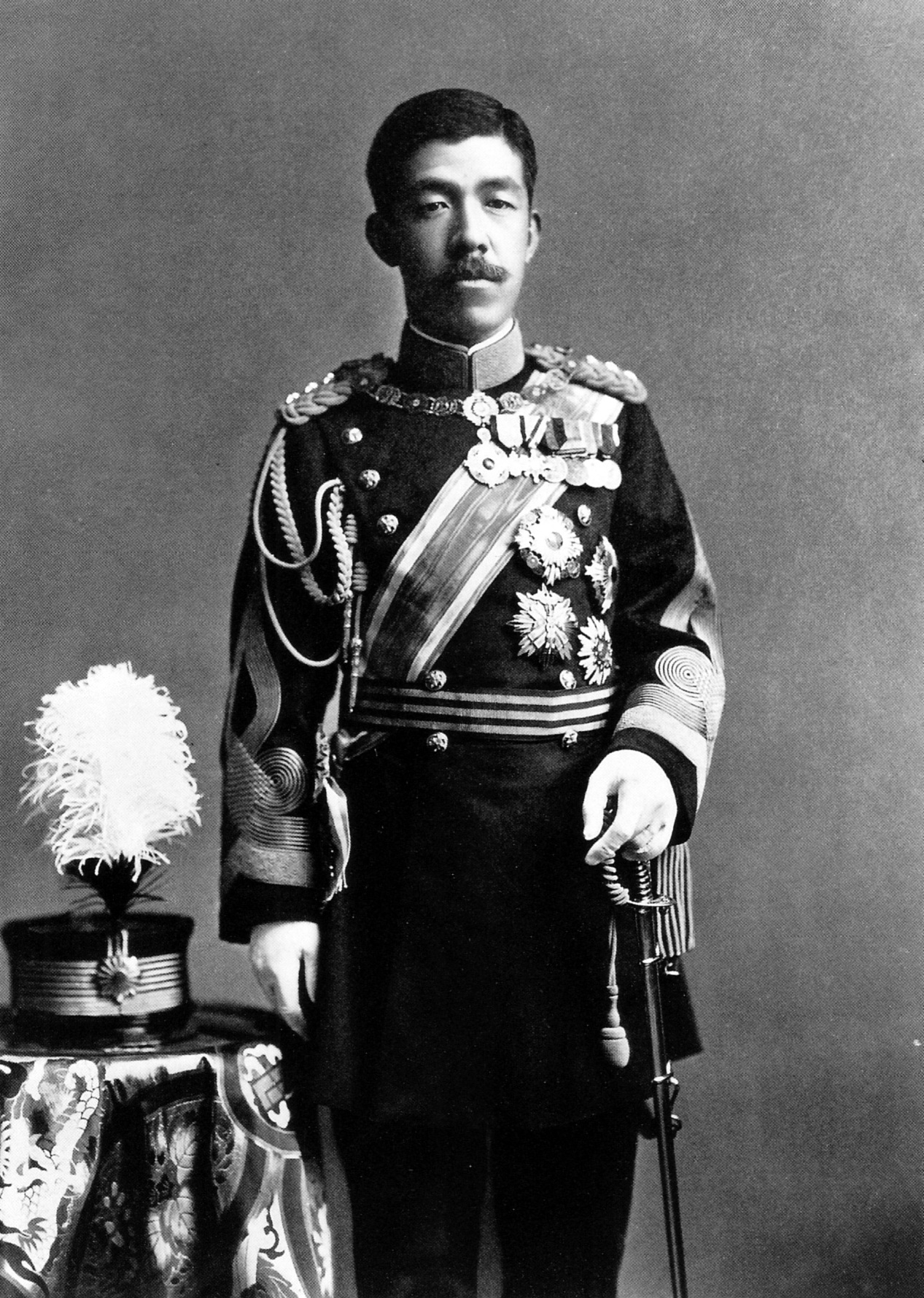
大正天皇〈大正〉
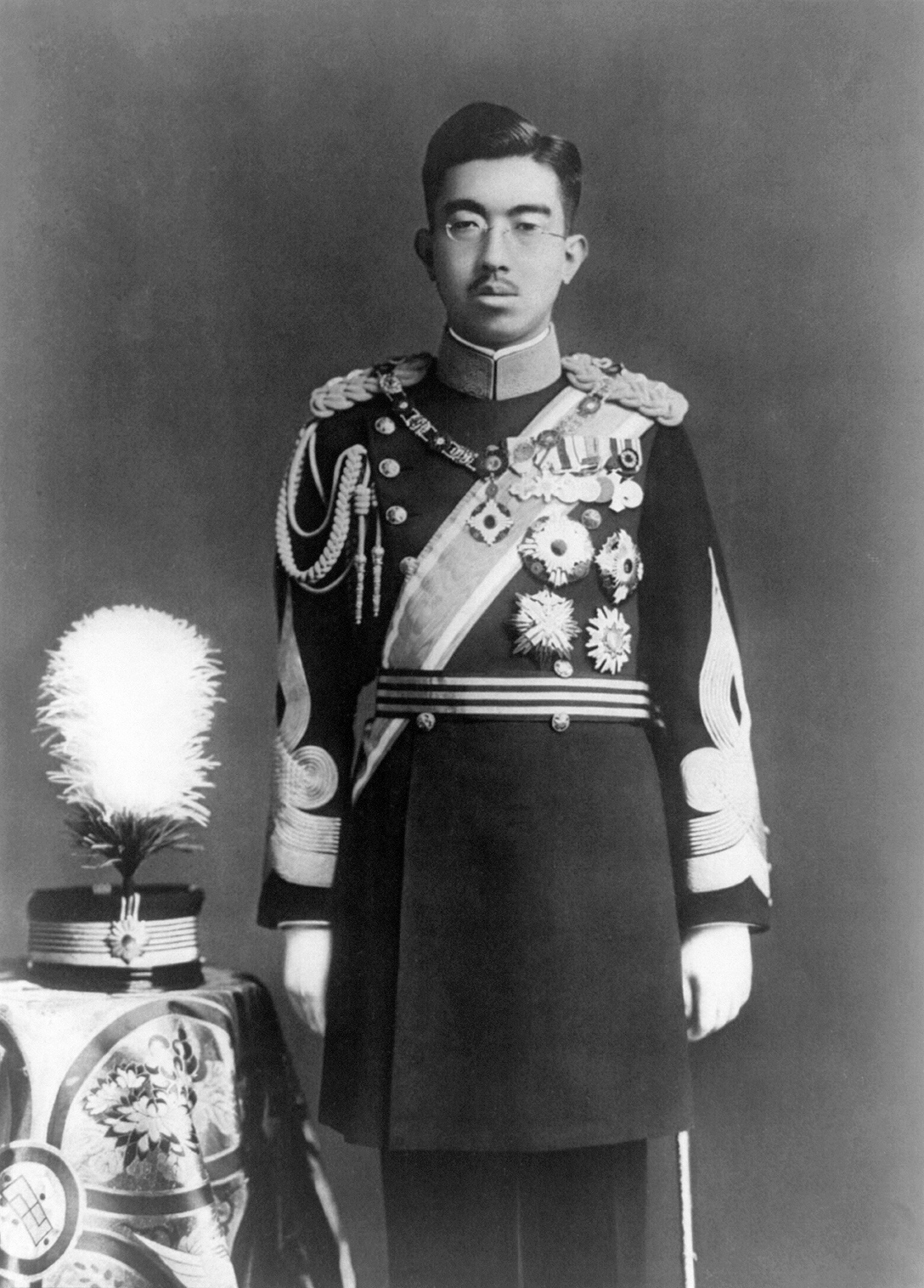
昭和天皇〈昭和〉
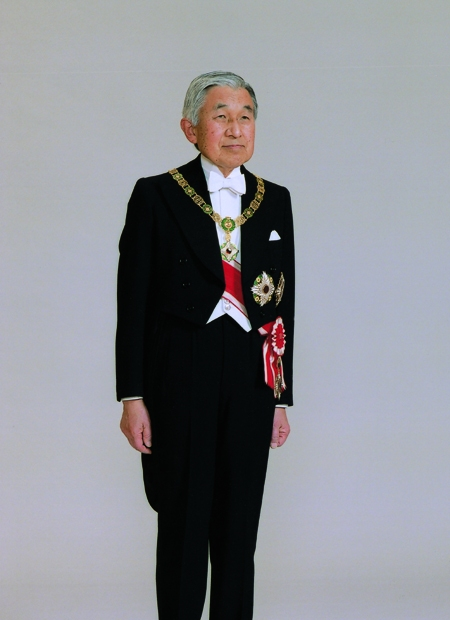
明仁（上皇）〈平成〉
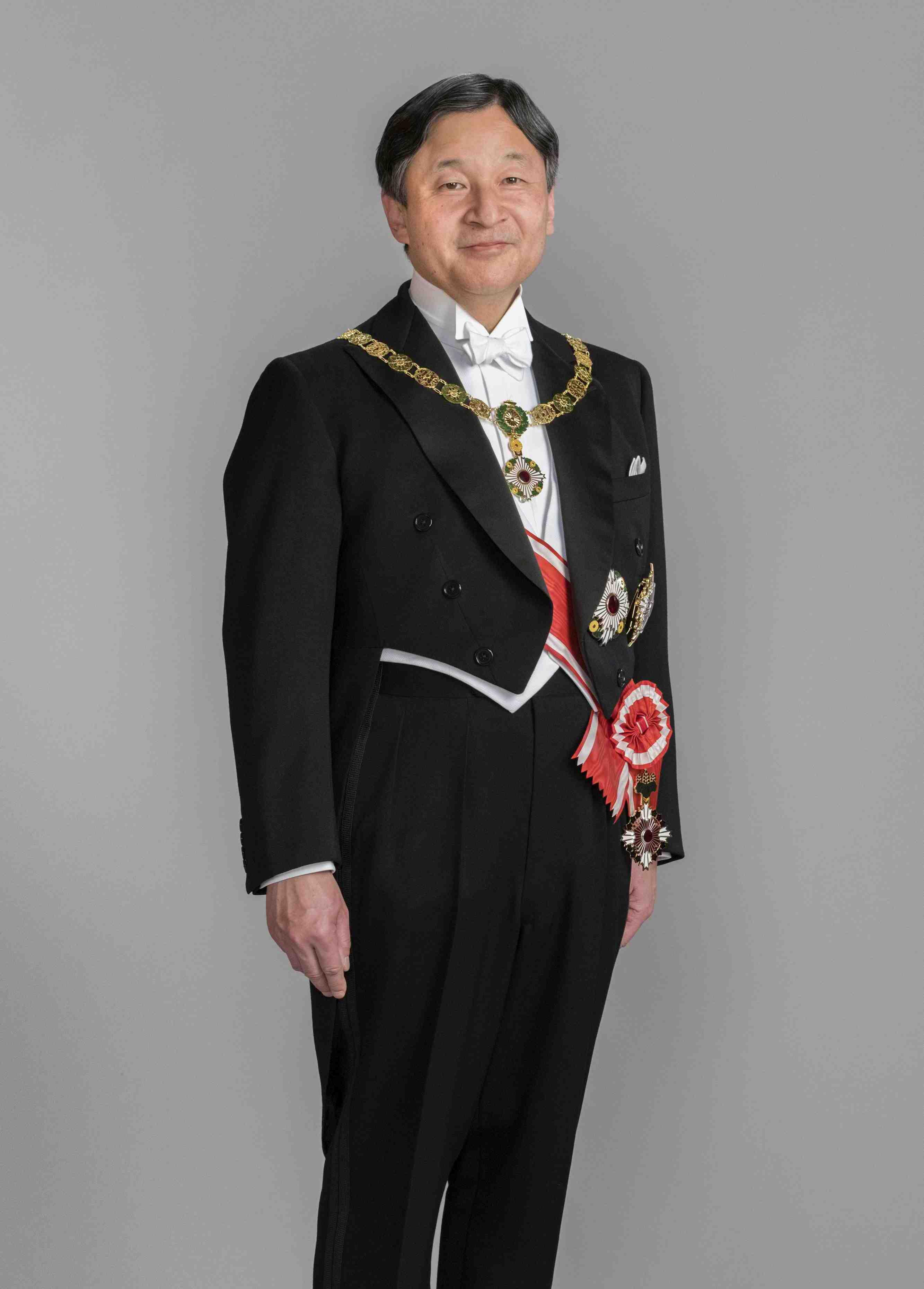
今上天皇〈令和〉

## 朝鮮
朝鮮で一世一元の制を実施した時期は、李氏朝鮮末期である。政府は、1895年（開国504年）11月15日に詔勅を発布し、翌1896年に太陽暦とともに建陽の元号を建て、当制度を採用した。さらに翌年の1897年には国号を大韓帝国と改めると共に元号も光武と改め、以後は1910年の併合により大韓帝国が消滅するまで一世一元が続いた。

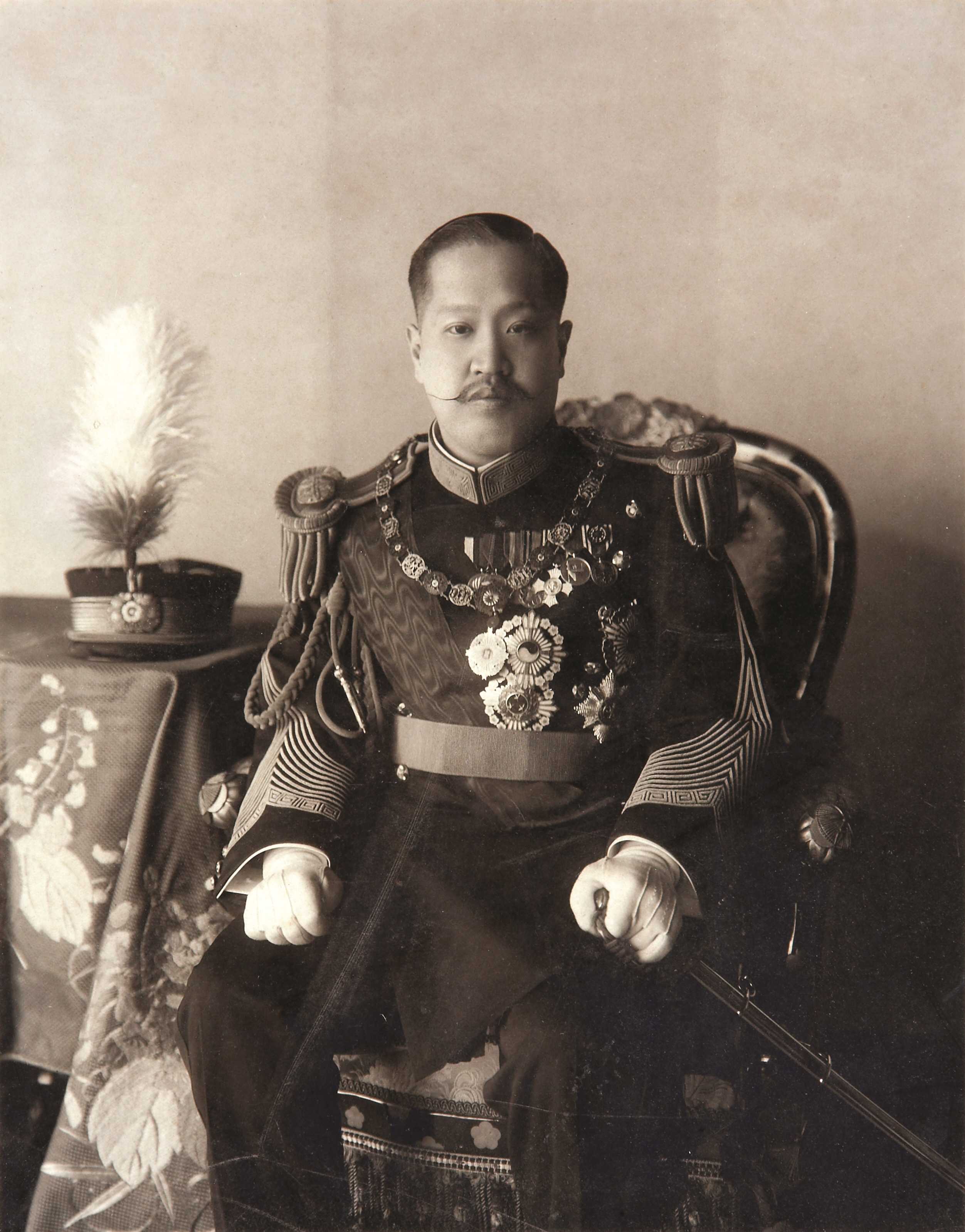
隆熙帝